# 麥克勞冰川
80°7′S 156°35′E / 80.117°S 156.583°E
麥克勞冰川（英語：McCraw Glacier）是南極洲的冰川，位於奧次地，處於約翰斯頓嶺以西的不列顛嶺地區，最終注入哈瑟頓冰川，現時由南極條約體系管理。